# Tibia (anatomia)
La tibia è un osso dei vertebrati. Si trova, assieme all'osso peroneale, nell'arto inferiore, al di sotto dell'articolazione del ginocchio, nel segmento anatomico che nell'uomo è conosciuto come gamba. Nell'uomo è più spessa e lunga del perone e si trova medialmente rispetto ad esso.

## Anatomia umana
La tibia è il secondo osso dell'intero corpo umano per lunghezza (dopo il femore).
Si tratta di un osso lungo che si articola superiormente con il femore e la patella nell'articolazione del ginocchio, supero-medialmente con il perone così come infero-medialmente, ed inferiormente con l'astragalo.
Possiede due epifisi, delle quali la prossimale è più spessa e ampia rispetto alla distale.

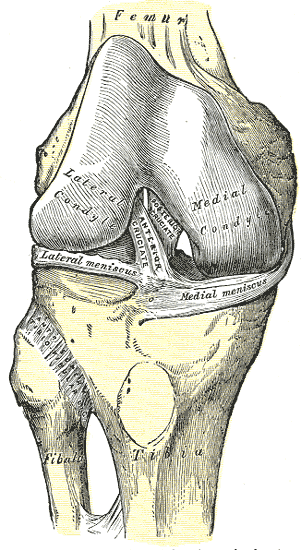
Articolazione del ginocchio vista anteriormente, asportata la capsula sono visibili i mezzi di unione

### Epifisi prossimale
L'epifisi prossimale della tibia è costituita da due condili, da un'eminenza intercondiloidea, dal tubercolo del Gerdy, dalla tuberosità tibiale e da due aree intercondiloidee.
- Il condilo laterale presenta superiormente una superficie ampia, convessa e dalla forma irregolarmente tondeggiante, pressoché piatta in senso latero-laterale e lievemente inclinata antero-posteriormente, le sue superfici anteriore e posteriore sono ruvide a differenza della laterale, più liscia e posta superiormente all'inserzione dell'apice del perone.
- Medialmente al condilo laterale vi sono due prominenze piramidali, i tubercoli intercondiloidei laterale e mediale, che sporgono al di sopra dei due condili e in cui confluiscono i loro margini anteriore e posteriore. La base dei due tubercoli occupa circa metà dello spessore tibiale ed essi insieme formano l'eminenza intercondiloidea mentre gli incavi restanti costituiscono le aree intercondiloidee anteriore e posteriore da cui originano i ligamenti crociati anteriore e posteriore.
  - L'area intercondiloidea anteriore è meno estesa, di forma triangolare e poco inclinata.
  - L'area intercondiloidea posteriore costituisce un incavo spesso un dito che dalla sommità dei due tubercoli scende con una superficie liscia sino al margine inferiore delle facce anteriori di ciascun condilo.
- Al centro della faccia anteriore del condilo laterale è presente una protuberanza palpabile, detta tubercolo del Gerdy, su cui si inserisce il tratto ileo-tibiale. Questa stessa fascia scende medialmente e inferiormente determinando la linea obliqua, che costituisce il margine laterale di una prominenza ruvida posta al di sotto del condilo mediale, detta tuberosità tibiale; essa poi prosegue lungo la diafisi tibiale sotto forma del margine anteriore della tibia, una cresta stretta e sporgente che determina le facce laterale e mediale dell'osso.

Normalmente il margine laterale viene detto margine interosseo, poiché vi si inserisce la membrana interossea, che occupa lo spazio esistente tra tibia e perone. Posteriormente al condilo mediale si distingue un lieve solco, che da inserzione al tendine del muscolo semimembranoso.

### Diafisi
Esaminando posteriormente la tibia, è inoltre possibile distinguere una cresta diretta inferolateralmente e che diventa impalpabile verso la metà dell'osso, è detta linea del soleo e può biforcarsi nel terzo superiore della diafisi. La diafisi della tibia, di sezione triangolare, è divisa fra tre margini (anteriore, mediale e interosseo ovvero laterale) nelle facce mediale, laterale e posteriore a superficie liscia. Il margine anteriore si porta inferiormente con un decorso leggermente sinuoso, per poi deviare medialmente nel terzo distale della diafisi raggiungendo il malleolo mediale, una prominenza ossea ben distinguibile nell'epifisi distale.

### Epifisi distale
La faccia anteriore dell'epifisi distale della tibia è liscia, concava antero-posteriormente e latero-lateralmente, ma si innalza a diventare di nuovo convessa presso i suoi margini laterale e mediale. La faccia posteriore è ruvida e presenta medialmente un solco per i tendini del muscolo tibiale posteriore e del flessore lungo delle dita.
La superficie inferiore dell'epifisi distale della tibia è quasi interamente occupata dalla faccetta articolare con l'astragalo, di forma quadrangolare dagli angoli arrotondati, concava in senso latero-laterale, e dalla superficie articolare del malleolo mediale, di forma triangolare dall'ampio apice arrotondato.
Le due superfici sono disposte tra loro con un angolo non molto superiore a 90°. La faccia laterale dell'epifisi distale della tibia si articola con il malleolo laterale del perone. Lo spazio che si forma superiormente tra le due ossa è detto incisura fibulare.

### Differenze legate al sesso
Nel maschio, la sua direzione è verticale e parallela rispetto all'osso controlaterale, ma nella femmina ha una lieve obliquità verso il basso e lateralmente, per compensare la maggior obliquità del femore.

### Vascolarizzazione
La vascolarizzazione arteriosa della tibia deriva da due vasi:
1. l'arteria nutritizia (vaso principale)
2. vasi periostali, rami dell'arteria tibiale anteriore

## Galleria d'immagini

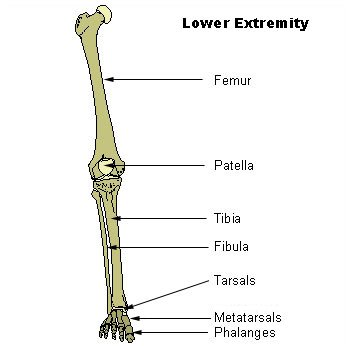
Arto inferiore
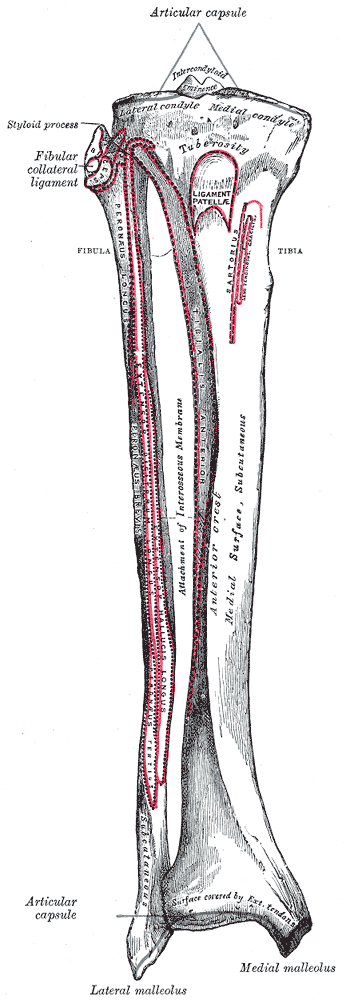
Osso della gamba destra. Vista anteriore.
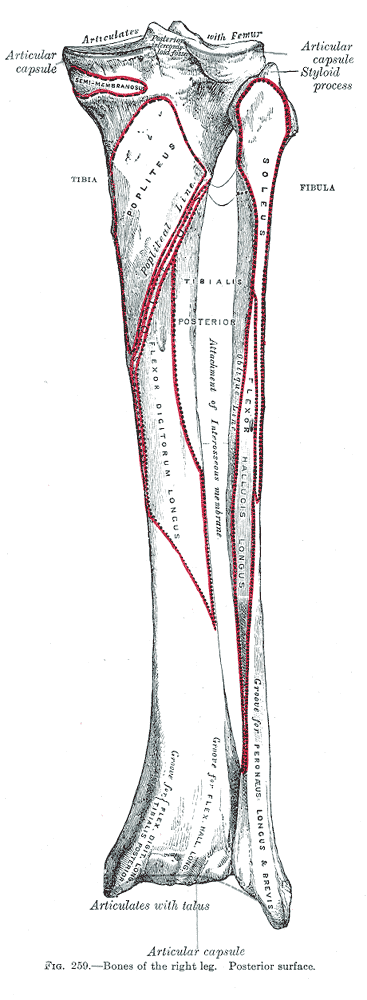
Ossa della gamba destra. Vista posteriore.
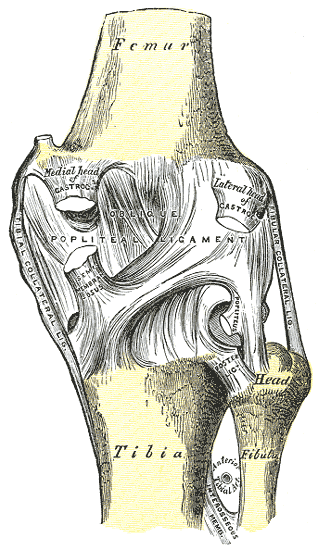
Articolazione del ginocchio di destra. Vista posteriore.
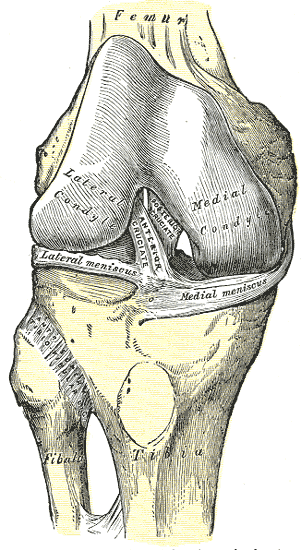
Articolazione del ginocchio vista anteriormente, asportata la capsula sono visibili i mezzi di unione.
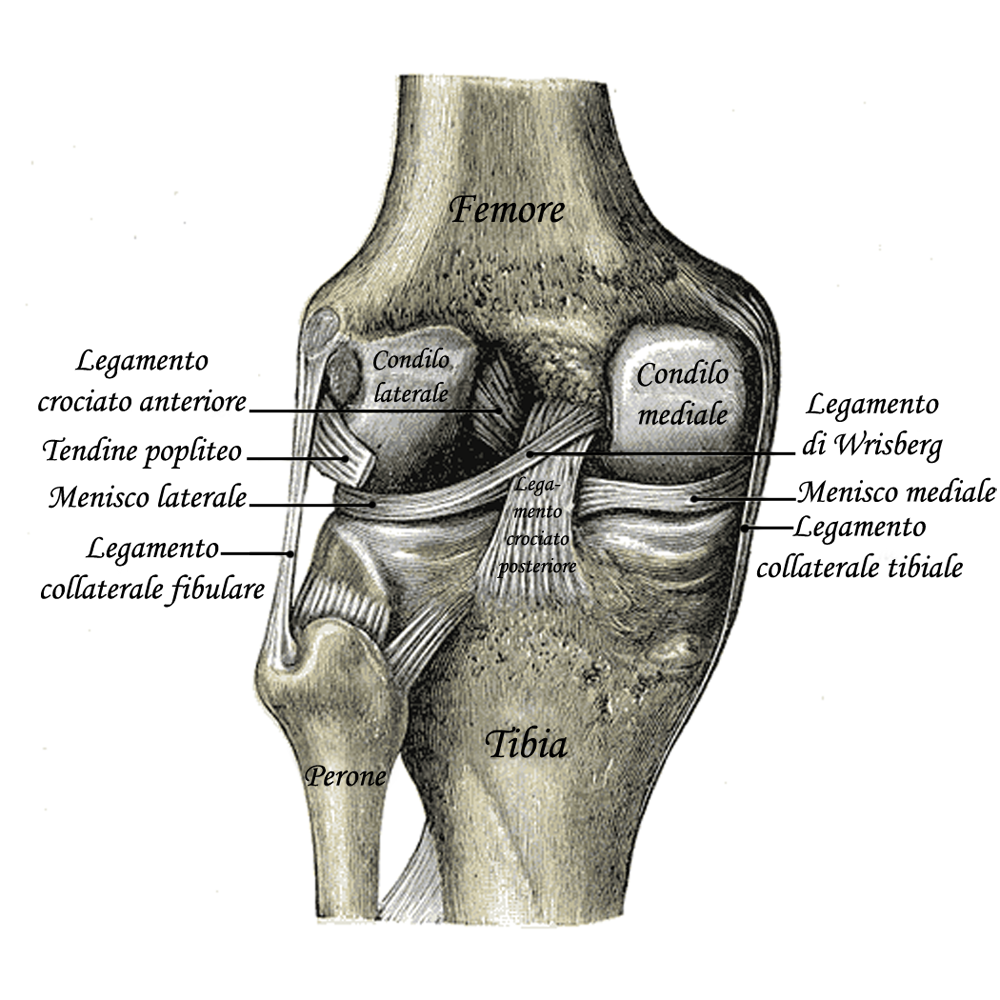
Legamenti del ginocchio sinistro da dietro.
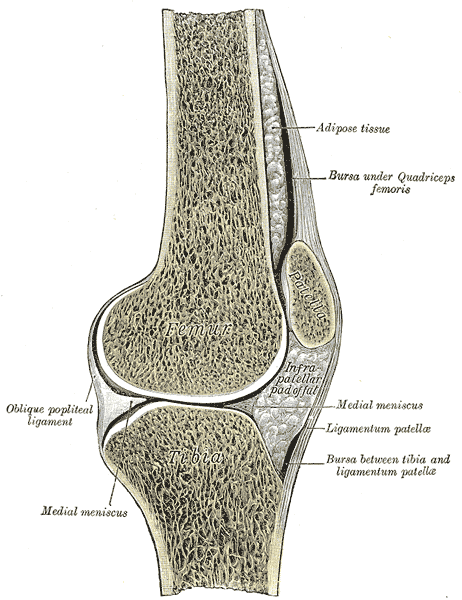
Sezione sagittale del legamento del ginocchio destro.
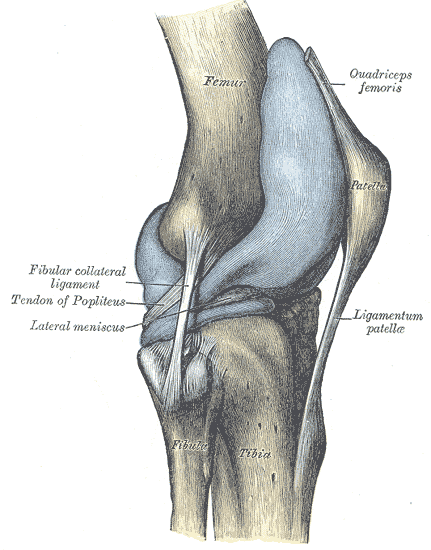
Capsula del legamento del ginocchio destro (disteso). Vista laterale.
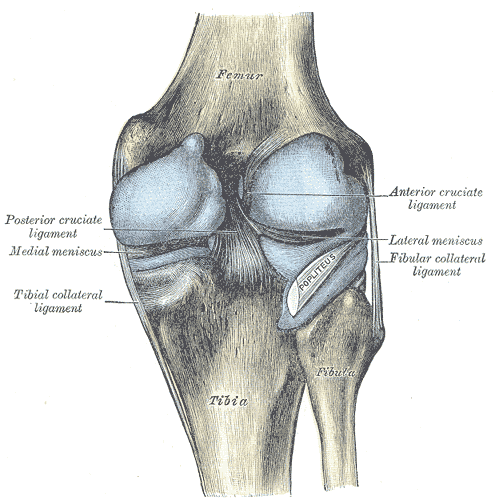
Capsula del legamento del ginocchio destro (disteso). Vista posteriore.
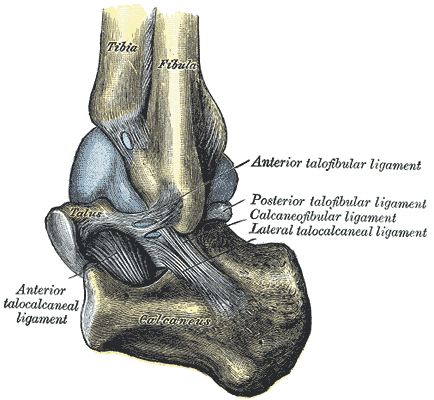
Capsula dell'articolazione talocrurale sinistra (distesa). Vista laterale.
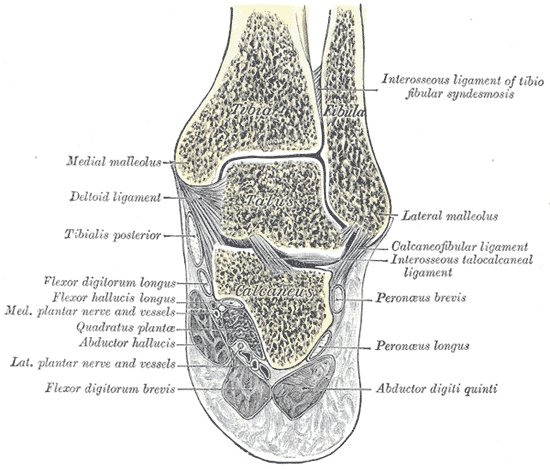
Sezione coronale destra dell'articolazione talocrurale e talocalcaneare.
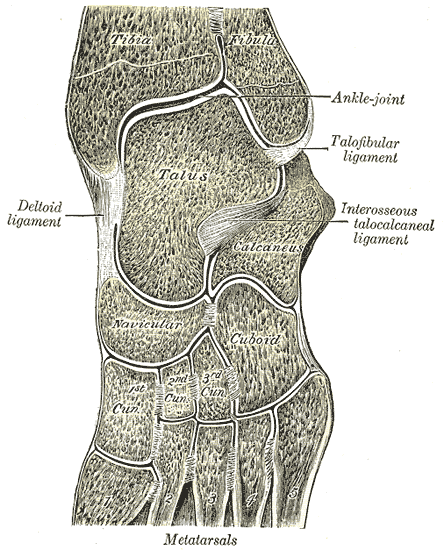
Sezione obliqua dell'articolazione intertarsica e tarso-metatarsale, che evidenzia le cavità sinoviali.
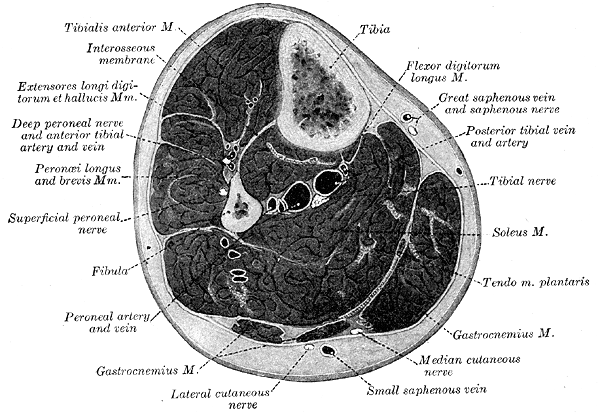
Sezione orizzontale dell'arto inferiore.